# Megazosterops palauensis
Megazosterops palauensis là một loài chim trong họ Zosteropidae.